# Malinówka (sielsowiet Szczomyślica)
Malinówka (biał. Малінаўка, ros. Малиновка) – wieś na Białorusi, w obwodzie mińskim, w rejonie mińskim, w sielsowiecie Szczomyślica. Od północy sąsiadują z Mińskiem.
Wieś leży obok węzła MKAD-u z drogą republikańską R1.